# Ex Machina (відеогра)
Ex Machina — російська відеогра, розроблена компанією Targem Games і видана компанією Бука. Поєднує риси автосимулятор і RPG. На Заході видана під назвою Hard Truck: Apocalypse. У Росії гра отримала безліч нагород на виставках, високі оцінки в ігрових журналах і на сайтах. На Заході гра була зустрінута набагато прохолодніше.
Дія гри відбувається в постапокаліптичному світі, в якому, щоб вижити, люди змушені носити на обличчях маски, адже повітря стало непридатним для дихання. Люди живуть у світі, де броньована вантажівка стає єдиною надією на виживання.

## Сюжет
У 2011 році на землю падає НЛО, під час дослідження вчені розкривають запечатаний контейнер, внаслідок чого відбувається глобальне отруєння атмосфери.
Головним героєм гри є юнак, син відомого мандрівника і шукача втрачених технологій Айвена Ґо. Подорожуючи між різними поселеннями ігрового світу, він намагається з'ясувати, хто вбив його названого батька і спалив рідне село, поступово просуваючись по сюжетній лінії він дізнається багато подробиць з життя свого батька та історії катастрофи.
У грі дві сюжетні лінії, які в більшості відрізняються, але кінцева мета одна: дізнатися причину катастрофи і допомогти залишкам людства.

## Герої
- Головний Герой (В майбутньому - Емісар Оракула. Справжнє ім'я невідоме) — юнак, що нещодавно досяг зрілості і отримав право водити вантажівку, під час першої ж своєї поїздки залишився без батька та рідного дому; залишившись один, він вирішує вирушити в дорогу. Як складеться його доля, чи стане він одержимий жагою помсти або займеться розслідуванням катастрофи — залежить від гравця.
- Петро (Названий Батько) – друг Айвена, якому той доручив турботу про свого сина.
- Айвен Ґо (Про його долю можна дізнатись в локації "Зармек", про нього згадує вчений Василь) — дослідник і шукач старих технологій, справжній батько головного героя. Зайнявся розслідуванням причин катастрофи, імовірно, як і багато хто до нього, опинився в пастці літаючої тарілки.
- Бен Дросель (Ймовірно батько авантюристкти Ліси) — найкращий друг Айвена, часто супроводжував його в подорожах.
- Ліса (Це прізвисько (Ім'я?) утворилось від англійського імені Еліс. В рос. версії гри "Лиса", наголос на перший склад) — дочка Бена Дроселя, авантюристка, контактує з різними бандами, через що постійно потрапляє в неприємності.
- Аксель (Лідер фракції "The Crimson Dawn") — жорстокий, але справедливий правитель.
- Оракул (Перша зустріч з ним - в локації Ігнот) - потужний суперкомп'ютер, який розшифровує диск, принесений Головним Героєм. За це він просить взамін два артефакти з "Фортеці Залізних гігантів". По сюжету, ми можемо знищити Оракула, або ж допомогти в порятунку світу.
- Н'єрі (Перша зустріч - локація "Лібріум") - гості з далеких галактик, саме їхній вантажний корабель впав на територію Близького Сходу (Його можна побачити в локації "Зармек"), по сюжету можна допомогти Н'єрі, вбивши Оракула, та встановити спеціальний прилад біля епіцентру випромінювання (тобто НЛО в Зармеку), або ж знищити базу Н'єрі, тобто допомогти Оракулу.

## Ключові особливості гри
- Гравцеві доступно п'ять унікальних вантажівок з різними характеристиками і великою кількістю можливих поліпшень.
- Гравець може купувати нові кабіни та кузови для своєї вантажівки, підключати різноманітні модулі для підвищення ефективності.
- Понад 30 видів зброї: кулемети, гармати, ракети, міни, енергетична зброя, дробовики, міномети.
- Величезна кількість противників: вантажівки, військові машини, роботи, доти.
- 10 ігрових локацій з унікальним звуковим супроводом.
- Ефектне руйнування машин від різних видів зброї, супроводжуване видовищними спецефектами. Змінна геометрія машин.
- Elite-подібна система торгівлі — вантажівки є бойовими одиницями і транспортом для перевезення вантажів.
- Маски на обличчях усіх персонажів-людей.

## Цікаві факти
- В одній з локацій є уламки літака фірми IKAR AIRLINES. Це відсилання до давньогрецького міфу про Ікара.
- Світ дуже змінився після Катастрофи, але судячи з карти ігрового світу, локація Край — територія сучасної України.
- На локації Фатерлянд є два міста — Буда і Пешт. Якщо сполучити ці дві назви, то вийде столиця Угорщини — Будапешт.
- Локація Фатерлянд названа не просто так — це справжня батьківщина головного героя, а в перекладі з німецької це слово означає «Батьківщина».
- Кожна зброя та машина в грі має реальний аналог в реальному житті (Окрім лазерних та імпульсних установок).